# Stapleford Tawney
Stapleford Tawney – wieś i civil parish w Anglii, w hrabstwie Essex, w dystrykcie Epping Forest. W 2011 roku civil parish liczyła 135 mieszkańców. Stapleford Tawney jest wspomniana w Domesday Book (1086) jako Stapleforda/Staplefort.